# 全日本ソフトテニス選手権大会
全日本ソフトテニス選手権大会は年に1回開催されるソフトテニスのダブルス日本一を決定する選手権大会。日本ソフトテニス連盟が主催。

## 概説

### 歴史
1923年（大正12年）に第一回全日本一般男子選手権大会としてスタート。1948年に天皇杯（男子）が、1950年に皇后杯（女子）が下賜される。

### 会場
開催地はブロック毎の持ち回りで、秋に開催（夏に開催されていた時期もあった)。

### 競技方式
5ゲーム先取によるノックアウトトーナメント方式を採用。

### サーフェース
1990年台半ば以前はほぼクレーコート。近年は砂入り人工芝が中心。

### 出場資格
参加資格は下記の実績を有し、尚且つ技術等級SP以上、公認審判制度の有資格者。
- ダブルスランキング十位以内
- 全日本社会人一般ベスト１６　３５歳ベスト4、45歳ベスト2
- 全日本学生選手権ベスト16
- インターハイベスト16
- 東西日本選手権　ベスト8
- 全国中学校選手権　ベスト4
- 各ブロック選手権　優勝ペア
- 開催都府県　６ペア以内
- 愛知、埼玉、神奈川、千葉、兵庫、静岡、東京、大阪、北海道、茨城　ベスト4
- 上記以外の府県2ペア
- 開催府県の属するブロックの都府県　規程数+1
- 外国選手（日本連盟と所属国連盟の承認が必要）

### 表彰
男女優勝ペアには天皇賜杯・皇后賜杯と連盟杯がそれぞれ贈呈。持ち回りで翌年開会式で両杯を返還。

### テレビ放映
1970年代より散発的に行われてきたが、1998年よりCS放送でレギュラー化された。
2001年よりNHK Eテレにて翌週末に決勝を中心としたダイジェスト放映。
当初、１時間番組だったが、2015年より90分に拡大。

### 備考
- 戦前にはシングルスが同時に行われていた時期もあったが、現在は全日本シングルス選手権として春季に別途開催。
- 優勝ペアは同年度の全日本ランキング一位が確定され、翌年度のナショナルチームに自動選出される。

## 歴代優勝者[2]

### 男子
| 年度             | 優勝                           | 準優勝                       | 備考                       |
| ---------------- | ------------------------------ | ---------------------------- | -------------------------- |
| 1923（大正12年） | 依田安豊・武者素介（東京医専） | 大木・井上（庚友）           | 東京駅鉄道省コート         |
| 1924（大正13年） | 岩崎清八・田中義雄             | 土橋・綱島（神戸山手倶楽部） | 東京本郷東大コート         |
| 1925（大正14年） | 岩崎清八・清水                 | 北折辰雄・田中義雄           | 浅田銀行コート（東京中野） |
| 1926（大正15年） | 林今朝孝・富沢元治             |                              |                            |

#### 明治神宮ルール採用時代
明治神宮国民大会への参加に伴い、神宮競技規則が制定され、神宮規則派と旧ルール派が対立、何度か新旧両連盟の全日本選手権が同時開催される事態に至った。
全日本軟式庭球連盟主催大会主催（神宮規則採用大会）
| 年度             | 優勝                                 | 準優勝                           | シングルス             |
| ---------------- | ------------------------------------ | -------------------------------- | ---------------------- |
| 1927（昭和2年）  | 林今朝孝・玉腰謹蔵(金門）            | 日比野修・山名忠夫（名鉄）       |                        |
| 1928（昭和3年）  | 小川(日比野）修・山名忠夫（名鉄）    | 依田安豊・富澤元治（金門）       | 川端正夫（金門）       |
| 1929（昭和4年）  | 河野太郎・石川長一（日本スポーツ）   | 名島好三・三舟照一（神戸庭協）   | 三舟照一（大阪鉄道局） |
| 1930（昭和5年）  | 宮崎久雄・日向正善（庚申倶楽部）     | 阿部・奥津（鐵道）               | 岩崎清八（金門）       |
| 1931（昭和6年）  | 名島好三・三舟照一（神戸庭協）       | 嵯峨競・伊藤福一（大阪鉄道局）   | 岩崎清八（金門）       |
| 1932（昭和7年）  | 林今朝孝・田中義雄（金門クラブ）     | 川端正夫・石川長一（札幌鉄道局） | 石川長一（札幌鉄道局） |
| 1933（昭和8年）  | 中下睦雄・石橋良一（札幌鉄道局）     | 熊埜御堂公福・有馬（台湾）       |                        |
| 1934（昭和9年）  | 川端正夫・石川長一（札幌鉄道局）     | 洪・朴（朝鮮）                   |                        |
| 1935（昭和10年） | 熊埜御堂公福・権福仁（朝鮮鐡業殖銀） | 安井・山名（愛知）               |                        |

日本軟球協会大会（旧協会規則大会）
| 年度            | 優勝                               | 準優勝                     | シングルス                 |
| --------------- | ---------------------------------- | -------------------------- | -------------------------- |
| 1927（昭和2年） | 林知之・田中義雄（金門）           | 小林一雄・阿部（愛知電鉄） | 小林一雄（愛知電鉄）       |
| 1932（昭和7年） | 浅野金八・安藤覚（名古屋橘クラブ） | 勝部・藤原（大阪鉄）       | 浅野金八（名古屋橘クラブ） |

#### 連盟統一　日本庭球連盟（後の日本軟式庭球連盟）
明治神宮ルール導入の混乱を経て、ルールは差し戻され、対立は解消されたが、同時に戦禍の影響を余儀なくされる。
| 年度             | 優勝                                 | 準優勝               | 備考                                      |
| ---------------- | ------------------------------------ | -------------------- | ----------------------------------------- |
| 1936（昭和11年） | 熊埜御堂公福・権福仁（朝鮮鐡業殖銀） |                      |                                           |
| 1937（昭和12年） | 嵯峨競・伊藤福一（大阪鉄道局）       | 瀬戸・堀池（東京）   | 陸軍戸山学校コート                        |
| 1938（昭和13年） | 黄基成・権福仁（朝鮮）               |                      | 宇治山田市神宮皇學館コート                |
| 1939（昭和14年） | 厳乘律・李応鱗（満州）               | 渡瀬・長井（兵庫）   | 東京日比谷コート                          |
| 1940（昭和15年） | 熊埜御堂公福・権福仁（朝鮮鐡業殖銀） | 尹・菊池（法政大学） | 宇治山田市神宮皇學館コート 兼伊勢神宮大会 |
| 1941（昭和16年） | 熊埜御堂公福・安井（朝鮮）           |                      | 陸軍戸山学校コート                        |
| 1942（昭和17年） | 第二次大戦の影響のため中止           |                      |                                           |
| 1943（昭和18年） | 第二次大戦の影響のため中止           |                      |                                           |
| 1944（昭和19年） | 第二次大戦の影響のため中止           |                      |                                           |
| 1945（昭和20年） | 第二次大戦の影響のため中止           |                      |                                           |

#### 第二次世界大戦以降〜
| 年度          | 優勝                                     | 準優勝                                       | 備考 |
| ------------- | ---------------------------------------- | -------------------------------------------- | --- |
| 1946 昭和21年 | 磯部亀雄・石川長一 （東京）              | 山木寿・木田英夫 （東京）                    | 第1回国民体育大会との併催 |
| 1947 昭和22年 | 今井芳夫・石橋良一 （岡山鉄道管理局）    | 浅野金八・江崎春男 （三重）                  | |
| 1948 昭和23年 | 岩佐正治・石川長一 （東京）              | 神和住正・藤巻良三 （東京）                  | 天皇杯が下賜 |
| 1949 昭和24年 | 岩佐正治・安友省三 （東京）              | 渡瀬実・石橋良一 （岡山）                    | |
| 1950 昭和25年 | 今井芳夫・三宅平 岡山鉄道管理局）        | 渡瀬実・石橋良一 （岡山）                    | |
| 1951 昭和26年 | 今井芳夫・三宅平 （岡山鉄道管理局）      | 熊埜御堂公福・安倍蔀 （福岡）                | |
| 1952 昭和27年 | 今井芳夫・三宅平 （岡山鉄道管理局）      | 熊埜御堂公福・安倍蔀 （福岡）                | |
| 1953 昭和28年 | 熊埜御堂公福・村田俊彦 （東京-松庫商店） | 藤田康夫・武田理男 （兵庫）                  | |
| 1954 昭和29年 | 元吉三善・安部蔀 （福岡-住金小倉）       | 渡瀬実・鳥井久充 （東京-松庫商店）           | |
| 1955 昭和30年 | 熊埜御堂公福・鳥井久充 （東京-松庫商店） | 佐藤・服部 （東京-朝日生命）                 | 高松宮が来場。会場は岡山烏城コート。最終日は入場料を徴収 |
| 1956 昭和31年 | 今井芳夫・三宅平 （岡山鉄道管理局）      | 渡瀬豊・斉藤實 （岡山-建設省・倉敷レーヨン） | 第一回アジア選手権の選抜を兼ねた。伊勢市で開催 |
| 1957 昭和32年 | 太田光男・橘川寛 （神奈川）              | 楢村・倉田 （大阪）                          | |
| 1958 昭和33年 | 黒田正敏・横溝政志 （法政大学）          | 高田・株舟                                   | |
| 1959 昭和34年 | 今井芳夫・佐藤正男                       | 藤田康夫・武田理男                           | |
| 1960 昭和35年 | 伊藤博之・園元務                         | 藤田康夫・武田理男                           | |
| 1961 昭和36年 | 大野次郎・坂本安司                       | 藤田康夫・武田理男                           | |
| 1962 昭和37年 | 杉山博康・藤本保                         | 大野次郎・坂本安司                           | |
| 1963 昭和38年 | 上田高明・坂本安司                       |                                              | |
| 1964 昭和39年 | 上田高明・坂本安司                       |                                              | |
| 1965 昭和40年 | 上田高明・坂本安司                       |                                              | |
| 1966 昭和41年 | 土井国義・友国功                         |                                              | |
| 1967 昭和42年 | 石川恵修・右近義信                       |                                              | |
| 1968 昭和43年 | 中尾和三・石川英機                       |                                              | |
| 1969 昭和44年 | 加藤史夫・清水久治                       |                                              | |
| 1970 昭和45年 | 竹島満・小林元治                         |                                              | |
| 1971 昭和46年 | 仲内祥介・小橋潤                         |                                              | 決勝戦がテレビ全国中継 |
| 1972 昭和47年 | 西田豊明・時安繁                         |                                              | |
| 1973 昭和48年 | 時田俊一・佐藤伸二                       |                                              | |
| 1974 昭和49年 | 西田豊明・時安繁                         |                                              | |
| 1975 昭和50年 | 沖田豊作・大木幸一                       |                                              | |
| 1976 昭和51年 | 木之村功一・大木幸一                     |                                              | 第一シード沖田豊作が急病（盲腸炎）、代理出場した木之村功一が優勝し話題に。木之村・大木は翌年の第２回世界選手権（台湾）で個人優勝 |
| 1977 昭和52年 | 木口利充・横江忠志                       | 木之村功一・大木幸一                         | |
| 1978 昭和53年 | 若梅明彦・薮崎達規                       | 井伊勝利・稲垣道夫                           | 川口市青木公園。雨天のため進行がおくれ、初のナイターに |
| 1979 昭和54年 | 若梅明彦・薮崎達規                       | 木口利充・横江忠志                           | 山形 山形ローカルでテレビ録画中継。 |
| 1980 昭和55年 | 栃尾和秀・藤野昌吾                       | 中西章・井口鉄郎                             | 静岡 |
| 1981 昭和56年 | 木口利充・横江忠志                       | 西村真澄・宇高俊彦                           | 伊勢 |
| 1982 昭和57年 | 沖田豊作・桜井智明                       | 若梅明彦・薮崎達規                           | 高知春野。ハードコートで開催される。雨天のため男子決勝のみ体育館 |
| 1983 昭和58年 | 木口利充・横江忠志                       | 武士典央・大塚喜彦                           | 松戸 |
| 1984 昭和59年 | 木口利充・横江忠志                       | 若梅明彦・藤原伸二                           | 大垣市 |
| 1985 昭和60年 | 木口利充・横江忠志                       | 坂東昭英・木曽功                             | 北上市 雨天のため、大半を体育館で行う |
| 1986 昭和61年 | 山本弘・沼田守弘                         | 百町善明・榎並克典                           | 福島市 |
| 1987 昭和62年 | 山本弘・沼田守弘                         | 若梅明彦・田中弘                             | 名古屋市 前年続きサーフェースはグリーンクレー。インターハイチャンピオン 田辺・西村（三重高）の活躍が話題に。 |
| 1988 昭和63年 | 中本和穂・井口鉄郎                       | 石岡重光・池田征弘                           | 川口市 雨天のため１日順延され、さらに体育館で決勝まで。 |
| 1989 平成01年 | 神崎公宏・小野寺剛                       | 隠岐浩・浜田武徳                             | 岡山市 日没のため女子決勝のみ体育館 |
| 1990 平成02年 | 田中敏雄・曽根光夫                       | 川崎保影・橋本康徳                           | (黒磯市10.6,7,8) 雨のためほとんどの試合が体育館でおこなわれ、しかも準々決勝以降が月曜日になる。男子はシードダウンが続出。さらに大会が月曜に順延されたため前年度優勝で第一シードの神崎・小野寺が準々決勝進出を決めたあと棄権。賜杯のゆくえは混沌。 |
| 1991 平成03年 | 北本英幸・斎藤広宣                       | 神崎公宏・小野寺剛                           | (岐阜市10.26,27,28) 砂入り人工芝が初めて採用。翌々年より常態化。雨のため準々決勝以降が月曜日に |
| 1992 平成04年 | 神崎公宏・小野寺剛                       | 原口俊之・野崎雅生                           | (福知山市10.17,18) NHK近畿ローカルでノーカット録画中継 |
| 1993 平成05年 | 北本英幸・斎藤広宣                       | 森田英世・高川経生                           | (神戸市10.9,10) 旧ルール最終年 |

#### 国際ルール施行以降〜
| 年度          | 優勝               | 準優勝             | 備考 |
| ------------- | ------------------ | ------------------ | --- |
| 1994 平成06年 | 北本英幸・斎藤広宣 | 森田英世・高川経生 | (仙台市9.23,24,25) ルール改正元年 第1回全日本シングルス選手権同時開催。この年より会期が3日間となる。                                                                  |
| 1995 平成07年 | 中堀成生・高川経生 | 篠邉保・稲垣道夫   | (浜松市9.29,30 10.19 元世界チャンピオンの稲垣道夫が篠邉保とのベテランペア（同年の全日本社会人成年チャンピオン）で北本・斎藤をやぶり（準々決勝）、決勝に進出し話題に。 |
| 1996 平成08年 | 中堀成生・高川経生 | 神崎公宏・小野寺剛 | (川口市9.27,28,29) 1997東アジア競技大会の予選を兼ねた。決勝が日本連盟によりビデオ収録され販売（ノーカット）。                                                         |
| 1997 平成09年 | 中堀成生・高川経生 | 神崎公宏・小野寺剛 | 鈴鹿市 男子決勝は二年連続して中堀・高川vs.神崎・小野寺となった。 |
| 1998 平成10年 | 玉井俊充・紙森隆弘 | 平山隆久・土師宗一 | 鶴岡市 CS放送始まる。３連勝中の中堀・高川が前人未到の４連覇に挑むが準決勝で敗退。高校二年ペアの室谷・末廣が世界チャンピオンの北本・齋藤を破りベスト８進出。           |
| 1999 平成11年 | 中堀成生・高川経生 | 平山隆久・土師宗一 | 佐賀市 裏地はこの年の暮に開催された世界選手権ダブルスに優勝（ペア上沢）                                                                                               |
| 2000 平成12年 | 北本英幸・斎藤広宣 | 中堀成生・高川経生 | 野幌市 アジア選手権の予選を兼ねた |
| 2001 平成13年 | 中堀成生・高川経生 | 東司・川村達郎     | 松山市 |
| 2002 平成14年 | 浅川陽介・小峯秋二 | 北本英幸・斎藤広宣 | 新潟市 |
| 2003 平成15年 | 森田英世・香川大輔 | 花田直弥・川村達郎 | 大阪市 森田は9年ぶり3度めの決勝進出で優勝。 |

#### ルール改正施行以降〜
| 年度          | 優勝                 | 準優勝               | 備考 |
| ------------- | -------------------- | -------------------- | --- |
| 2004 平成16年 | 浅川陽介・小峯秋二   | 花田直弥・川村達郎   | 広島市 新ルール施行。最終日のみ体育館。3種のサーフェースが混在する異例の大会に |
| 2005 平成17年 | 中堀成生・高川経生   | 菅野創世・佐々木洋介 | 厚木市 最終日準決勝以降のみ荻野運動公園体育館で一面進行（TV中継のため）。NTT西日本のアベック優勝。この年、ダブルフォワード旋風が吹き荒れ、今大会も男女ともダブルフォワードの優勝となった。                            |
| 2006 平成18年 | 中堀成生・高川経生   | 松口友也・小峯秋二   | 福岡市 中堀・高川が7度目の優勝。史上最多である。高校生ペア鹿島・井口がベスト4（男子）。 |
| 2007 平成19年 | 菅野創世・佐々木洋介 | 堀晃大・岩崎圭       | 浜松市 |
| 2008 平成20年 | 鹿島鉄平・塩嵜弘騎   | 石川裕基・中本圭哉   | 青森市 鹿島・塩嵜は学生ペアとして若梅・薮崎以来30年ぶりの優勝。この年より出場資格のカットラインがあがる。 |
| 2009 平成21年 | 中堀成生・高川経生   | 稲積京之介・井口雄一 | 三木市吉川 |
| 2010 平成22年 | 中堀成生・高川経生   | 篠原秀典・小林幸司   | 徳島市 |
| 2011 平成23年 | 篠原秀典・小林幸司   | 松口友也・山口大地   | 松本市 |
| 2012 平成24年 | 篠原秀典・小林幸司   | 村上雄人・中本圭哉   | 鹿児島市 |
| 2013 平成25年 | 桂拓也・高月拓磨     | 篠原秀典・小林幸司   | 神栖市 |
| 2014 平成26年 | 水澤悠太・長江光一   | 増田健人・柴田章平   | 大館市 |
| 2015 平成27年 | 篠原秀典・小林幸司   | 村上雄人・中本圭哉   | 長浜市 内本・丸山(上宮高)は高校生ペアとして鹿島・井口ペア以来9年ぶりのベスト4進出。 |
| 2016 平成28年 | 船水颯人・星野慎平   | 水澤悠太・長江光一   | 宇部市 |
| 2017 平成29年 | 水澤悠太・村上雄人   | 丸中大明・長江光一   | 前橋市 台風21号のため準々決勝以降が月曜日に |
| 2018 平成30年 | 船水颯人・上松俊貴   | 中本圭哉・鈴木琢己   | 熊本市 |
| 2019 令和01年 | 船水颯人・上松俊貴   | 安藤優作・安藤圭佑   | 北上市 |
| 2020 令和02年 | ---                  | ---                  | コロナウイルスの蔓延の影響で中止 |
| 2021 令和03年 | ---                  | ---                  | 同上 |
| 2022 令和04年 | 船水颯人・上松俊貴   | 上岡俊介・丸山海斗   | 高松市 |
| 2023 令和05年 | 廣岡宙・長江光一     | 船水颯人・上松俊貴   | 有明テニスの森公園。東京開催は昭和32年以来66年ぶり。サーフェースにハードが採用されたのは昭和57年高知大会以来41年ぶり二度目。 最終日は有明コロシアムでの準決勝以降のみ入場料を徴収。ボールはイエローが使用されている。 |
| 2024 令和06年 | 船水颯人・上松俊貴   | 内本隆文・内田理久   | 有明テニスの森公園 |

### 女子
| 年度          | 優勝                                    | 準優勝               | 備考                                                                                |
| ------------- | --------------------------------------- | -------------------- | ----------------------------------------------------------------------------------- |
| 1946 昭和21年 | 千葉ハツノ・大門セイ                    | 免山ユリコ・村山悦子 | 第1回国民体育大会との併催                                                           |
| 1947 昭和22年 | 森本登志子・船橋登喜子                  | 吉田禅子・太田千子   |                                                                                     |
| 1948 昭和23年 | 磯部鉞子・神和住静子                    | 千葉ハツノ・大門セイ |                                                                                     |
| 1949 昭和24年 | 磯部鉞子・神和住静子                    | 千葉ハツノ・大門セイ |                                                                                     |
| 1950 昭和25年 | 生川久恵・島田一子                      | 森重久子・香川美代子 | 皇后杯が下賜                                                                        |
| 1951 昭和26年 | 千葉ハツノ・大門セイ                    | 磯部誠子・神和住静子 |                                                                                     |
| 1952 昭和27年 | 磯部鉞子・神和住静子                    | 千葉ハツノ・大門セイ |                                                                                     |
| 1953 昭和28年 | 生川久恵・島田一子                      | 磯部鉞子・神和住静子 |                                                                                     |
| 1954 昭和29年 | 生川久恵・島田一子                      | 山河栄・小西幸子     |                                                                                     |
| 1955 昭和30年 | 片山光子・山崎美和子                    |                      |                                                                                     |
| 1956 昭和31年 | 金子初江・小柳芳子                      |                      |                                                                                     |
| 1957 昭和32年 | 中原二三子・片柳光子                    |                      |                                                                                     |
| 1958 昭和33年 | 柳原美枝子・萩原倭文子 （東邦金属）     |                      |                                                                                     |
| 1959 昭和34年 | 溝田あつ子・松井沢枝                    |                      |                                                                                     |
| 1960 昭和35年 | 山田祐子・右近美紗子 （東邦金属）       |                      |                                                                                     |
| 1961 昭和36年 | 安田きぬ・根岸春枝 （エヌワン）         |                      |                                                                                     |
| 1962 昭和37年 | 山田祐子・右近美紗子 （電電中国）       |                      |                                                                                     |
| 1963 昭和38年 | 安田きぬ・根岸春枝 （エヌワン）         |                      |                                                                                     |
| 1964 昭和39年 | 大森和子・水野美智子                    |                      |                                                                                     |
| 1965 昭和40年 | 山田祐子・右近美紗子 （電電中国）       |                      |                                                                                     |
| 1966 昭和41年 | 須田倫子・清水令子                      |                      |                                                                                     |
| 1967 昭和42年 | 山田祐子・益栄昭代 （電電中国）         |                      |                                                                                     |
| 1968 昭和43年 | 米沢そのえ・中田美登利                  |                      |                                                                                     |
| 1969 昭和44年 | 米沢そのえ・中田美登利                  |                      |                                                                                     |
| 1970 昭和45年 | 権華鮮・金凰姫                          |                      |                                                                                     |
| 1971 昭和46年 | 浅井聖子・井上ヨシ子                    |                      |                                                                                     |
| 1972 昭和47年 | 竹田寿子・日野美子                      |                      |                                                                                     |
| 1973 昭和48年 | 森川公子・植紀子                        |                      |                                                                                     |
| 1974 昭和49年 | 古関明子・秋山孝子 （電電中国）         |                      |                                                                                     |
| 1975 昭和50年 | 徳永ひろみ・井上加代子 （電電中国）     |                      |                                                                                     |
| 1976 昭和51年 | 福元絹代・児山美智子 （東京スタイル）   |                      |                                                                                     |
| 1977 昭和52年 | 徳丸美佐枝・長野英子 （東芝姫路）       |                      |                                                                                     |
| 1978 昭和53年 | 小川文子・真行寺美子 （長瀬ゴム）       |                      | 川口市青木公園。雨天のため進行がおくれ、初のナイターに                              |
| 1979 昭和54年 | 梅田洋子・今西登美子 （東芝姫路）       |                      | 山形                                                                                |
| 1980 昭和55年 | 文違菊代・糸賀公子 （長瀬ゴム）         |                      | 静岡                                                                                |
| 1981 昭和56年 | 福元絹代・鈴木千春 （フタバヤ）         |                      | 伊勢                                                                                |
| 1982 昭和57年 | 文違菊代・日比野いおり （長瀬ゴム）     |                      | 高知春野。ハードコートで開催される。雨天のため男子決勝のみ体育館                    |
| 1983 昭和58年 | 文違菊代・日比野いおり （長瀬ゴム）     |                      | 松戸                                                                                |
| 1984 昭和59年 | 文違菊代・日比野いおり （長瀬ゴム）     |                      | 大垣                                                                                |
| 1985 昭和60年 | 古谷千江美・野元正枝 （東芝姫路）       |                      | 雨天のため、大半を体育館で行う                                                      |
| 1986 昭和61年 | 宗盛真弓・伊藤智子 （長瀬ゴム）         |                      |                                                                                     |
| 1987 昭和62年 | 桜井ひろ子・塩崎立子 （ナガセケンコー） |                      |                                                                                     |
| 1988 昭和63年 | 宗盛真弓・千場早和子 （ナガセケンコー） |                      | 雨天のため１日延長され体育館で消化                                                  |
| 1989          | 宗盛真弓・千場早和子 （ナガセケンコー） |                      | 岡山市 日没のため女子決勝のみ体育館                                                 |
| 1990          | 徳永佳代・定本千春 （東芝姫路）         |                      | (黒磯市10.6,7,8)                                                                    |
| 1991          | 加藤朋子・小林泉 （カワサキラケット）   |                      | (岐阜市10.26,27,28) 雨のため準々決勝以降が月曜日に                                  |
| 1992          | 川口ひろみ・定本千春 （東芝姫路）       |                      | (福知山市10.17,18) NHK近畿ローカルでノーカット録画中継                              |
| 1993          | 井上朋美・松井朋恵 （学連 神戸松蔭）    |                      | (神戸市10.9,10) 旧ルール最終年 井上・松井（神戸松蔭）のダブル後衛による優勝が話題に |

#### 国際ルール施行以降〜
| 年度          | 優勝                                    | 準優勝 | 備考 |
| ------------- | --------------------------------------- | ------ | --- |
| 1994 平成06年 | 熊野美夕紀・砂本由里子 （東芝姫路）     |        | (仙台市9.23,24,25) ルール改正元年 第1回全日本シングルス選手権同時開催。この年より会期が3日間となる。          |
| 1995 平成07年 | 高橋園枝・古澤美由紀 （ナガセケンコー） |        | (浜松市9.29,30 10.19                                                                                          |
| 1996 平成08年 | 石川聡子・古澤美由紀 （ナガセケンコー） |        | (川口市9.27,28,29) 1997東アジア競技大会の予選を兼ねた。決勝が日本連盟によりビデオ収録され販売（ノーカット）。 |
| 1997 平成09年 | 砂本葉子・宮地雄子 （東芝姫路）         |        | |
| 1998 平成10年 | 米本育代・中屋朱美 （NTT中国）          |        | |
| 1999 平成11年 | 沼崎優子・裏地美香 （タカギセイコー）   |        | 佐賀市 裏地はこの年の暮に開催された世界選手権ダブルスに優勝（ペア上沢）                                       |
| 2000 平成12年 | 熊谷浩子・八谷志帆 （NTT西日本中国）    |        | 野幌市 アジア選手権の予選を兼ねた                                                                             |
| 2001 平成13年 | 坂下真知子・濱中洋美 （学連-日体大）    |        | 松山市 |
| 2002 平成14年 | 玉泉春美・上嶋亜友美 （東芝姫路）       |        | 新潟市 |
| 2003 平成15年 | 熊谷浩子・水上志乃 （NTT西日本中国）    |        | 大阪市 |

#### ルール改正施行以降〜
| 年度          | 優勝                                            | 準優勝                                         | 備考 |
| ------------- | ----------------------------------------------- | ---------------------------------------------- | --- |
| 2004 平成16年 | 渡邉梨恵・堀越敦子 （NTT西日本広島）            | 佐藤佳奈・緒方優紀 （ヨネックス）              | 広島市 新ルール施行。最終日のみ体育館。3種のサーフェースが混在する異例の大会に |
| 2005 平成17年 | 渡邉梨恵・堀越敦子 （NTT西日本広島）            | 佐藤佳奈・緒方優紀 （ヨネックス）              | 厚木市 最終日準決勝以降のみ荻野運動公園体育館で一面進行（TV中継のため）。NTT西日本のアベック優勝。この年、ダブルフォワード旋風が吹き荒れ、今大会も男女ともダブルフォワードの優勝となった。 |
| 2006 平成18年 | 玉泉春美・上嶋亜友美 （東芝姫路）               | 杉本瞳・藤本涼子 （東芝姫路）                  | 博多の森テニス競技場 |
| 2007 平成19年 | 杉本瞳・上嶋亜友美 （東芝姫路）                 |                                                | 浜松市 皇后杯に韓国実業団の農協中央会が参加。そろって上位に進出し話題に（ベスト4に3人） |
| 2008 平成20年 | 佐々木舞・堀越敦子 （NTT西日本広島）            |                                                | 青森市 |
| 2009 平成21年 | 東田早代・藤本涼子 （東芝姫路）                 |                                                | 三木市 |
| 2010 平成22年 | 大庭彩加・佐々木舞 （NTT西日本広島）            |                                                | 徳島市 |
| 2011 平成23年 | 杉本瞳・森原可奈 （東芝姫路）                   |                                                | 松本市 |
| 2012 平成24年 | 深澤昭恵・宮下愛未 （東芝姫路）                 |                                                | 鹿児島市 |
| 2013 平成25年 | 上原絵里・阿部悠梨 （ナガセケンコー）           |                                                | 神栖市 |
| 2014 平成26年 | 佐々木舞・大庭彩加 （NTT西日本広島）            |                                                | 大館市 |
| 2015 平成27年 | 森田奈緒・山下ひかる （ヨネックス）             |                                                | |
| 2016 平成28年 | 志牟田智美・地中葵 （学連 神戸松蔭）            | 若田実友子・泉谷朋香 （東芝姫路）              | 宇部市 |
| 2017 平成29年 | 林田リコ・宮下こころ （高体連-文大杉並高）      | 高橋乃綾・半谷美咲 （どんぐり北広島）          | 前橋市 台風21号のため準々決勝以降が月曜日に 同年のインターハイを制した高校生ペアが67年ぶりに優勝。                                                                                         |
| 2018 平成30年 | 林田リコ・宮下こころ （学連--東女体大・明治大） | 志牟田友美・泉谷朋香 （東芝姫路）              | 熊本市 |
| 2019 令和01年 | 林田リコ・島津佳那 （学連-東京女子体育大学）    | 高橋乃綾・半谷美咲 （どんぐり北広島）          | 北上市 |
| 2020 令和02年 | ---                                             | ---                                            | コロナウイルスの蔓延の影響で中止 |
| 2021 令和03年 | ---                                             | ---                                            | 同上 |
| 2022 令和04年 | 中川瑞貴・石井友梨 （京都-ワタキューセイモア）  | 鈴木理奈・白崎ひかる （学連-東京女子体育大学） | 高松市 |
| 2023 令和05年 | 志牟田友美・根岸楓英奈 （東芝姫路）             | 前田梨緒・中谷さくら （高体連-須磨学園）       | 有明テニスの森公園 |
| 2024 令和06年 | 天間麗奈・宮前希帆 （東北高校・関西学院）       | 高橋乃綾・岩倉彩佳 （どんぐり北広島）          | 有明テニスの森公園 |